# (33659) 1999 JM91
1999 JM91 (asteroide 33659) é um asteroide da cintura principal. Possui uma excentricidade de 0.18473930 e uma inclinação de 16.44059º.
Este asteroide foi descoberto no dia 12 de maio de 1999 por LINEAR em Socorro.